# ابودلامه
ابو دُلامه زند بن جَوْن (؟ -۷۷۷م) شاعر حبشی‌اصل کوفی و مخضرم بود. او در شاعری نبوغ یافت و به عباسیان پیوست، نزد ابوالعباس سفاح و منصور و مهدی. در شعرهایش طنز و ظرافتی بود و گه‌گاه به زندقه متهم می‌شد. در مدح، رثا، عتاب و هجو مهارت داشت و خود را نیز هجو نمود.